# Sommer-Paralympics 2012/Teilnehmer (Sri Lanka)
| stlisierte Goldmedaille | stlisierte Silbermedaille | stlisierte Bronzemedaille |
| ----------------------- | ------------------------- | ------------------------- |
| —                       | —                         | 1                         |

Sri Lanka entsandte zu den Paralympischen Sommerspielen 2012 in London (29. August bis 9. September) eine aus sieben Sportlern bestehende Mannschaft. Pradeep Sanjaya Uggl Dena Pathirannehelag gewann eine Bronzemedaille im 400-Meter-Lauf. Es war die erste Medaille in der fünfjährigen Geschichte Sri Lankas bei den Paralympischen Spielen.

## Medaillengewinner

### Bronze
| Name           | Sportart       | Wettkampf          |
| -------------- | -------------- | ------------------ |
| Pradeep Sanjay | Leichtathletik | 400 m T46 – Männer |

## Teilnehmer nach Sportart

### Leichtathletik
| Athleten                        | Wettbewerb        | Vorlauf / Vorkampf | Vorlauf / Vorkampf | Halbfinale   | Halbfinale | Finale             | Finale             | Rang               |
| Athleten                        | Wettbewerb        | Zeit / Weite       | Rang               | Zeit / Weite | Rang       | Zeit / Weite       | Rang               | Rang               |
| ------------------------------- | ----------------- | ------------------ | ------------------ | ------------ | ---------- | ------------------ | ------------------ | ------------------ |
| Frauen                          |                   |                    |                    |              |            |                    |                    |                    |
| Amara Lallwala Palliyagurunnans | 100 m T46         | 13,96 s            | 5                  | –            | –          | nicht qualifiziert | nicht qualifiziert | nicht qualifiziert |
| Amara Lallwala Palliyagurunnans | 200 m T34         | 29,36 s s          | 5                  | –            | –          | nicht qualifiziert | nicht qualifiziert | nicht qualifiziert |
| Männer                          |                   |                    |                    |              |            |                    |                    |                    |
| Lesly Dobagoda Liyanage         | Hochsprung F42    | –                  | –                  | –            | –          | 1,50 m             | 7                  | 7                  |
| Lal Pattiwila                   | Hochsprung F46    | –                  | –                  | –            | –          | 1,80 m             | 8                  | 8                  |
| Dumeera Pituwala Kankanange     | 200 m T44         | 26,23 s            | 6                  | –            | –          | nicht qualifiziert | nicht qualifiziert | nicht qualifiziert |
| Dumeera Pituwala Kankanange     | Weitsprung F42-44 | –                  | –                  | –            | –          | 5,56 m             | 9                  | 9                  |
| Pradeep Sanjay                  | 200 m T44         | 23,40 s            | 7                  | –            | –          | nicht qualifiziert | nicht qualifiziert | nicht qualifiziert |
| Pradeep Sanjay                  | 400 m T46         | 49,92 s            | 2                  | –            | –          | 49,28 s            | 3                  | Bronze             |

### Rollstuhltennis
| Männer                                                          |        |                    |          |                                |               |               |               |               |               |               |               |               |
| Gamini Dissanayaka Mudiyanselage                                | Einzel | Frédéric Cattaneo  | 4:6, 0:6 | ausgeschieden                  | ausgeschieden | ausgeschieden | ausgeschieden | ausgeschieden | ausgeschieden | ausgeschieden | ausgeschieden | ausgeschieden |
| Upali Rajakaruna                                                | Einzel | Daniel Caverzaschi | 1:6, 2:6 | ausgeschieden                  | ausgeschieden | ausgeschieden | ausgeschieden | ausgeschieden | ausgeschieden | ausgeschieden | ausgeschieden | ausgeschieden |
| Gamini Dissanayaka Mudiyanselage Upali Rajakaruna Mudiyanselage | Doppel | –                  | –        | Takuya Miki und Takashi Sanada | 0:6, 1:6      | ausgeschieden | ausgeschieden | ausgeschieden | ausgeschieden | ausgeschieden | ausgeschieden | ausgeschieden |